# 沖縄県立陽明高等支援学校
沖縄県立陽明高等支援学校（おきなわけんりつ ようめいこうとうしえんがっこう）は、沖縄県浦添市に所在する、軽度の知的障害のある生徒を対象とした高等部単独の特別支援学校である。学科は総合産業科を設置し、沖縄県立陽明高等学校と同一敷地内に所在する。

## 概要
2017年（平成29年）4月に、陽明高等学校の併設校として開校した。教育課程では、校内1回・校外5回の計6回にわたる2週間の就業体験を実施している。学習内容は食品加工、サービスオフィス、トータルクリーニングに加え、2・3年次からは農園芸、ものづくり、福祉の3分野のうち1分野を選択して履修する。部活動については、陽明高等学校の部活動に加入することができる。
定員は2学級20名で、募集区域は沖縄県全域である。入学者選抜は、国語・数学・技術・体育の学力検査と面接によって行われる。

## 所在地
〒901-2113 沖縄県浦添市字大平488番地